# Burgstall Stöbersberg
Der Burgstall Stöbersberg ist eine abgegangene hochmittelalterliche Höhenburg auf 482 m ü. NHN etwa 160 m nördlich der Einöde Stöbersberg, einem Gemeindeteil der Gemeinde Rott am Inn im Landkreis Rosenheim von Bayern. Er wird als Bodendenkmal unter der Aktennummer D-1-8038-0016 als „Burgstall des hohen Mittelalters“ geführt.

## Beschreibung
Der birnenförmige Burgstall liegt auf dem Bergrücken Leiten. Er hat die Ausmaße von 135 m in West-Ost-Richtung und 200 m in Nordwest-Südost-Richtung. Das Areal des Burgplatzes ist bewaldet.